# Ecsődi László
Ecsődi László (Adony, 1950. január 26. –) magyar mezőgazdasági szervizüzemi technikus, politikus; 1994. június 28. és 2010. május 13. között a Magyar Szocialista Párt országgyűlési képviselője. A Demokratikus Koalíció tagja.

## Családja
Ecsődi László édesapja Ecsődi Kálmán (1911–1990). Édesanyja Erős Mária (1919–1983).
Két testvére van, Kálmán (1944–) és Márta (1943–).
1970-ben házasodott össze Varga Máriával, akitől két gyermeke született: 1971-ben Katalin és 1972-ben László.

## Életrajz

### Tanulmányai
Általános iskolai tanulmányait Adonyban és Pusztaszabolcson végezte. A Mezőgazdasági Gépszerelő
Szakközépiskolában maturált 1968-ban. 1973-ban végzett a Csukás Zoltán Mezőgazdasági Szakközépiskolában, ahol mezőgazdasági szervizüzemi technikus végzettséget szerzett.

### Politikai pályafutása
1994. június 28. és 2010. május 13. között a Magyar Szocialista Párt országgyűlési képviselője.
2002 és 2006 között a Fejér Megyei Önkormányzat megyei közgyűlésének a tagja.
2000. december 4-től 2000. december 5-ig, majd 2005. október 24-től 2005. október 25-ig, majd 2007. március 12-től 2007. március 13-ig a Magyar Szocialista Párt frakcióvezető helyettese.
2014-ben indult a Fejér megyei 5. számú országgyűlési egyéni választókerületben.